# Palm Pre
Palm Pre – multimedialny smartfon firmy Palm, Inc. z systemem Palm webOS. Posiada duży dotykowy ekran (multi-touch) i wysuwaną klawiaturę.

## Najważniejsze funkcje
- Aparat 3 MPix z lampą błyskową LED
- Odtwarzanie multimediów
- Nawigacja GPS
- email, przeglądarka internetowa i łączność Wi-Fi

## Historia
Palm zaprezentowało Pre na targach Consumer Electronics Show 2009 jako pierwszy telefon komórkowy, który używa procesora Texas Instruments OMAP 3430 i pracuje w sieci CDMA w Stanach Zjednoczonych (pojawiła się również wersja 3G UMTS/GSM)
16 lutego 2009 Adobe powiadomiło o planach stworzenia wersji Adobe Flash Playera dla Palm webOS.
19 maja amerykańska sieć Sprint i Palm ogłosiły, że Pre dostępny będzie od 6 czerwca 2009 (w Stanach Zjednoczonych). Pre w internetowym sklepie Sprint początkowo kosztował $199.99 w umowie na dwa lata. We wrześniu 2009 roku cenę obniżono do $149,99.
Aparat jest dostępny w sprzedaży w Europie od października 2009 roku w Niemczech, Wielkiej Brytanii, Irlandii i Hiszpanii.